# Cressat
Cressat är en kommun i departementet Creuse i regionen Nouvelle-Aquitaine i de centrala delarna av Frankrike. Kommunen ligger i kantonen Ahun som tillhör arrondissementet Guéret. År 2022 hade Cressat 514 invånare.

## Befolkningsutveckling
Antalet invånare i kommunen Cressat
Referens:INSEE